# Xenozoic Tales
Xenozoic Tales é o título de uma série de HQs alternativas criada por Mark Schultz cuja ação transcorre num futuro pós-apocalíptico. A publicação da série começou em 1986 com a história "Xenozoic!" incluída na antologia de HQs Death Rattle. Foi logo seguida por Xenozoic Tales nº 1 em fevereiro de 1987. A série durou 14 números e foi reimpressa por várias editoras, incluindo Kitchen Sink Press, Marvel e Dark Horse. 
Xenozoic Tales obteve um sucesso moderado e, sob o título mais memorável de Cadillacs and Dinosaurs, tornou-se uma série de animação na rede CBS, um jogo de arcade  da Capcom, um jogo doméstico da Rocket Science Games, action figures, figurinhas e um jogo de RPG para Twilight 2000. As HQs reimpressas pela Kitchen Sink e Marvel também usaram o título Cadillacs and Dinosaurs.

## Ambientação e personagens
No enredo, a Terra foi devastada pela poluição e por desastres naturais de todos os tipos. Para escapar, a humanidade construiu vastas cidades subterrâneas na qual vivem por cerca de 600 anos. Ao voltar à superfície, os humanos descobrem que o mundo foi repovoado por formas de vida extintas (mais espetacularmente, por dinossauros). Nesta nova era Xenozóica, a tecnologia é extremamente limitada e aqueles que possuem habilidades mecânicas conquistam um grande respeito e influência.    
Os principais protagonistas da série são o mecânico Jack Tenrec e a bela cientista Hannah Dundee. Tenrec possui uma oficina na qual restaura carros, particularmente Cadillacs. Visto que o mundo pós-apocalíptico não mais domina a capacidade de refinar petróleo, Tenrec modifica seus carros para funcionar com guano de dinossauro. Estes carros, eventualmente, são perseguidos por dinossauros descontrolados, em histórias cheias de ação no melhor estilo pulp.
Outros personagens incluem criminosos, políticos, cientistas e inventores que povoam o mundo distópico do futuro. Há também uma raça de humanoides reptilianos que não falam línguas humanas, mas que podem soletrar palavras usando pedras de Scrabble. Estas criaturas tornaram-se amigas de Tenrec, e aparentemente possuem a capacidade de comunicar-se por telepatia com os dinossauros. Além disso, há Hermes, um alossauro criado por Jack e que basicamente age como o mais ameaçador cão de guarda que se possa imaginar.